# 아르고 (우주선)
아르고는 2009년 제안된 외행성과 카이퍼 벨트 탐사 임무이다. 목적은 목성, 토성, 해왕성과 카이퍼 벨트를 근접통과하며 사진을 찍고 외행성의 정보를 갱신하고, 거대 얼음 행성의 생성의 비밀을 밝히는 것이다. 특이 사항으로는 보이저 계획 이후로 해왕성을 중점적으로 탐사하는 탐사선이다.

## 발사
2020년 안에 발사하는 것으로 계획되었으며, 발사체는 아직 미정이다.

## 지원, 개발, 투자
- NASA
- JPL